# Bruzaholm
Bruzaholm – miejscowość (tätort) w Szwecji, w regionie administracyjnym (län) Jönköping, w gminie Eksjö.
Według danych Szwedzkiego Urzędu Statystycznego liczba ludności wyniosła: 237 (31 grudnia 2015), 274 (31 grudnia 2018) i 246 (31 grudnia 2019).